# Bolívar (departman)
Bolívar je kolumbijski departman na sjeveru države. Glavni grad je Cartagena. Prema podacima iz 2005. godine u departmanu živi 1.860.445 stanovnika te je sedmi kolumbijski deparman po broju stanovnika. Sastoji se od šest provincija i 46 općina.

## Općine
U departmanu Bolívar se nalazi 46 općina:
1. Achí
2. Altos del Rosario
3. Arenal del Sur
4. Arjona
5. Arroyo Hondo
6. Barranco de Loba
7. Calamar
8. Cantagallo, Bolívar
9. El Carmen de Bolívar
10. Cartagena
11. Cicuco
12. Clemencia
13. Córdoba
14. El Guamo
15. Hatillo de Loba
16. Magangué
17. Mahates
18. Margarita
19. Maria La Baja
20. Santa Cruz de Mompox
21. Montecristo
22. Morales
23. Norosí
24. El Peñón
25. Pinillos
26. Regidor
27. Rio Viejo
28. San Cristobal
29. San Estanislao
30. San Fernando
31. San Jacinto
32. San Jacinto del Cauca
33. San Juan Nepomuceno
34. San Martín de Loba
35. San Pablo
36. Santa Catalina
37. Santa Rosa
38. Simiti
39. Soplaviento
40. Talaiga Nuevo
41. Tiquisio
42. Turbaco
43. Turbana
44. Villanueva
45. Zambrano
46. Santa Rosa del Sur

## Vanjske poveznice
- Službene stranice